# Rohlíček (Lipoltice)
Rybník Rohlíček  o rozloze vodní plochy 2,0 ha se nalézá se nalézá v zemědělském areálu na východním okraji obce Lipoltice pod silnicí III. třídy č. 34210 vedoucí z Lipoltic do městyse Choltice v okrese Pardubice. Rybník je využíván pro chov ryb a zároveň představuje lokální biocentrum pro rozmnožování obojživelníků. Rybník je součástí rybniční soustavy skládající se dále z Urbanického rybníka a rybníků Třešňovec a Nečas.

## Galerie

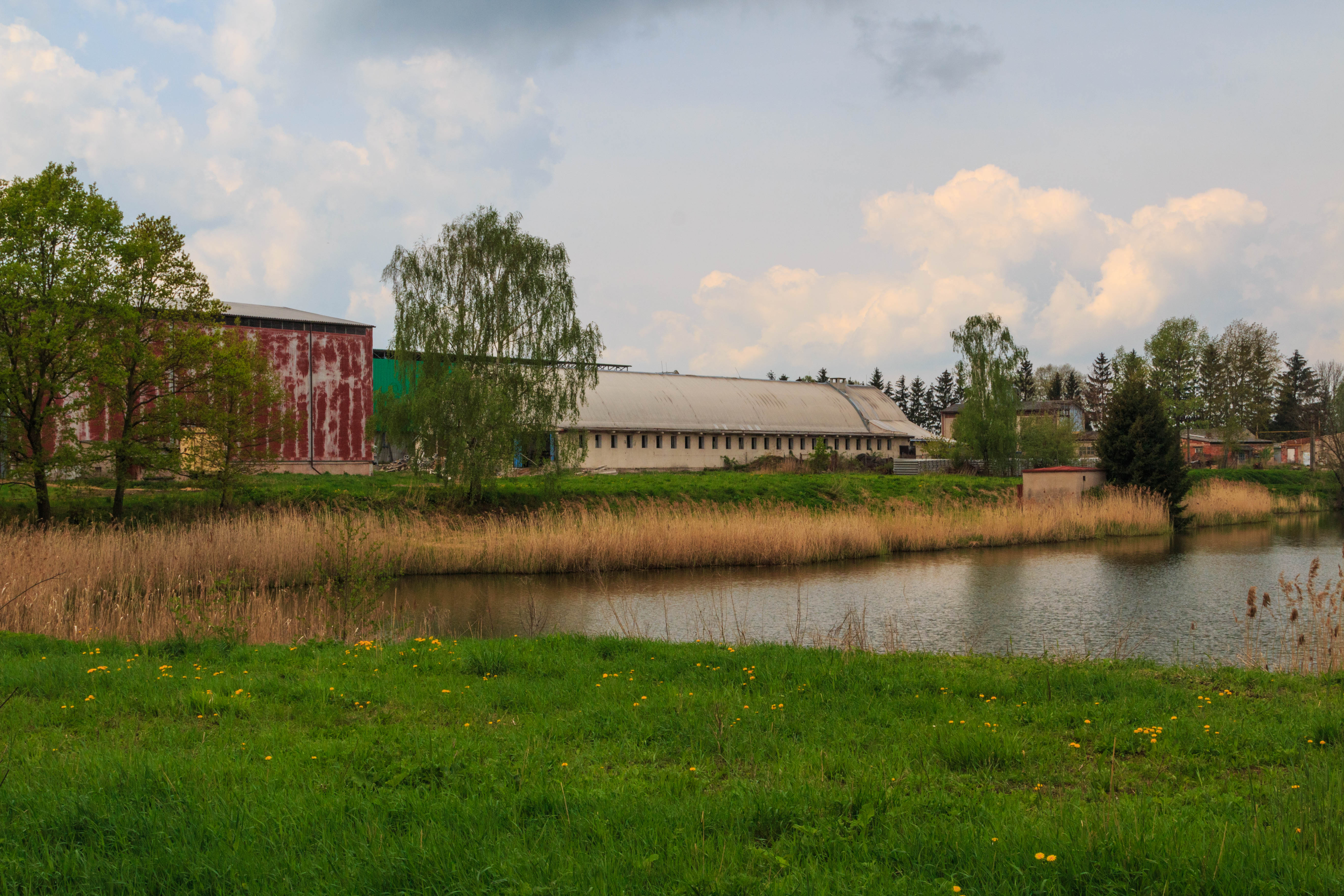
Pohled na rybník Rohlíček u Lipoltic
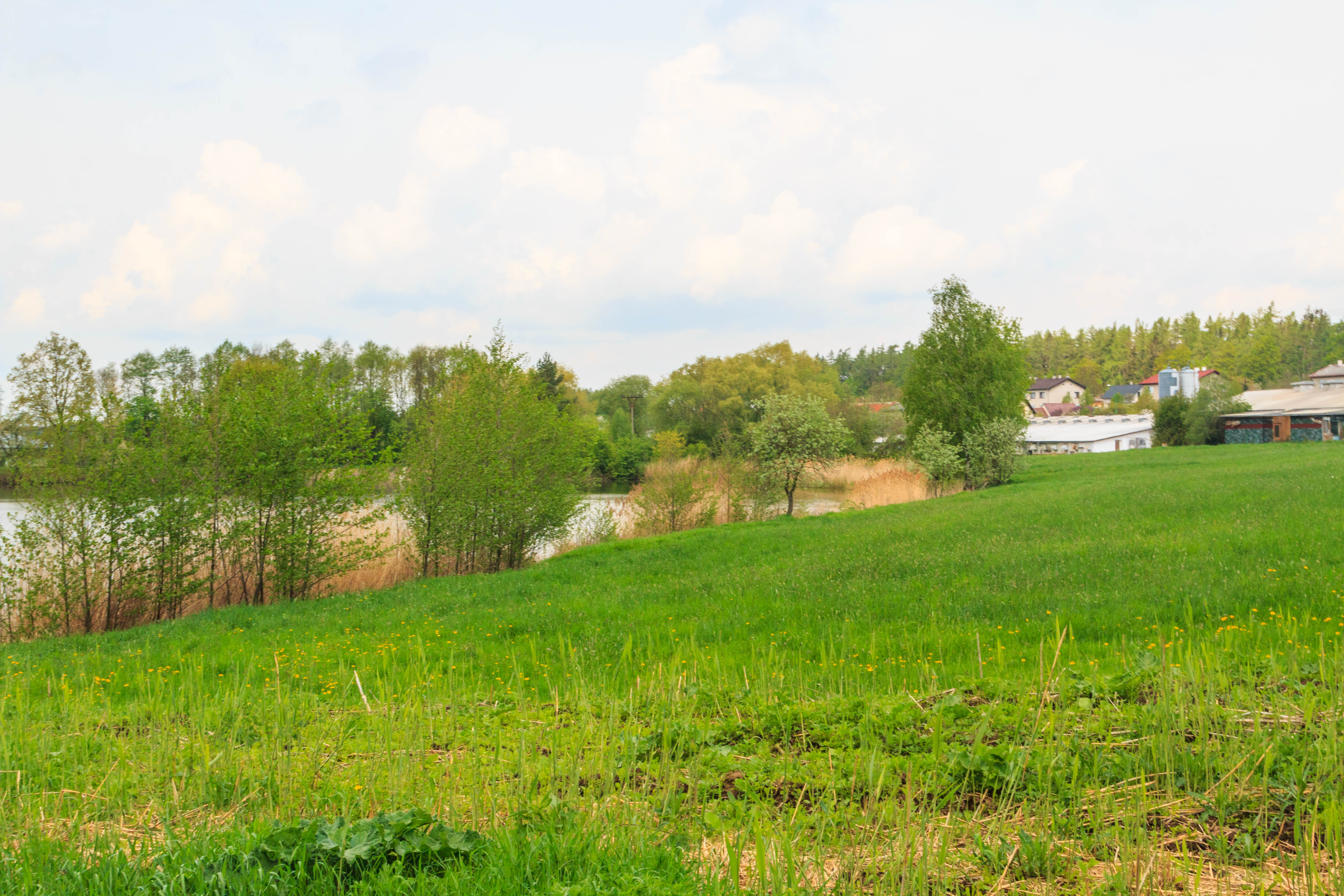
Pohled na rybník Rohlíček u Lipoltic
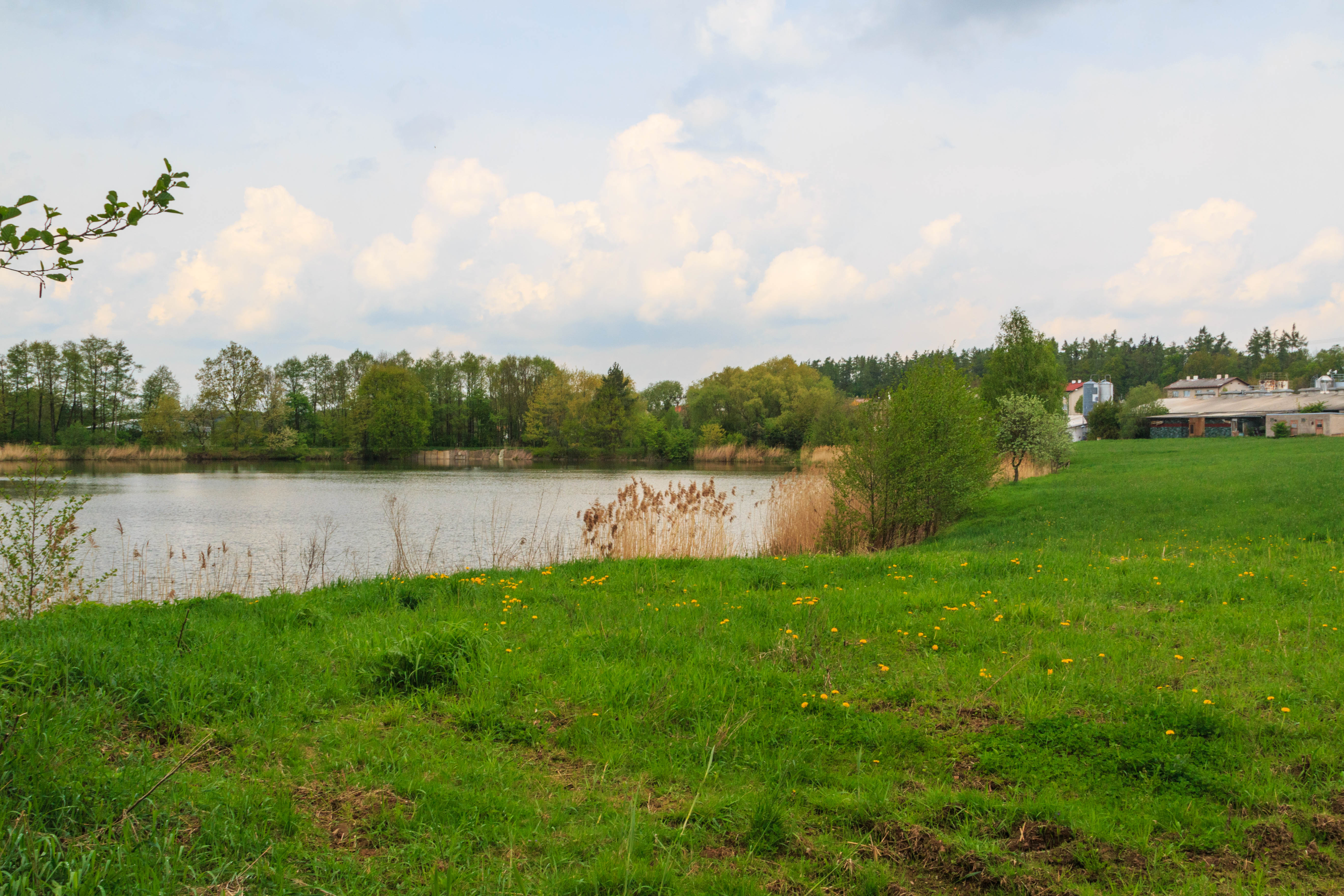
Pohled na rybník Rohlíček u Lipoltic